# Baoding
Baoding (chinois : 保定 ; pinyin : Bǎodìng) est une ville-préfecture de la province du Hebei en Chine. La population totale de sa juridiction est d'environ 11 000 000 habitants. La population de la ville elle-même est d'environ 1 065 000 habitants.

## Histoire
Baoding est une aire de peuplement ancien. Avant la dynastie Qin (IIIe siècle av. J.-C.), elle est partagée entre les États Yan et Zhao. Au début du IIe siècle av. J.-C., elle est élevée au rang de district. En 477, sous la dynastie des Wei du Nord, le district prend le nom de Qingyuan (清苑), nom qu'elle gardera plusieurs siècles. Son importance stratégique se renforce. Sous la dynastie Tang, la ville est le quartier général d'une des armées protégeant la frontière nord-est des Khitans. Le transfert de la capitale de l'empire à Pékin, sous la dynastie Yuan, assoit définitivement son rôle militaire défensif. Sous la dynastie Ming, elle devient centre administratif de la préfecture de Baoding. Sous la dynastie Qing, son rôle stratégique s'accentue encore : elle est à la fois le siège du gouvernement provincial de la province du Zhili et la corésidence du gouverneur militaire du Zhili avec Tianjin. La ville est puissamment fortifiée. Sous les dynasties Ming et Qing, ses écoles sont réputées. Dès le début du XXe siècle, elle bénéficie d'une ligne de chemin de fer. La ville garde son importance administrative durant l'occupation japonaise et la Seconde Guerre mondiale. De 1948 à 1958, Baoding demeure la capitale de la province rebaptisée Hebei en 1928. Mais en 1958, la ville perd cette fonction au profit de Tianjin, jusqu'en 1967 où Baoding retrouve son statut très provisoirement. En 1968, la capitale est transférée à Shijiazhuang. En décembre 1994, la ville de Baoding et la région de Baoding fusionnent pour constituer la nouvelle ville-préfecture de Baoding.

## Climat
Les températures moyennes pour la ville de Baoding vont de −3,9 °C pour le mois le plus froid à +27,1 °C pour le mois le plus chaud, avec une moyenne annuelle de +12,8 °C (chiffres arrêtés en 1988), et la pluviométrie y est de 541,6 mm (chiffres arrêtés en 1990).

## Démographie
En 2009, la population de la préfecture était estimée à 11 016 600 habitants et celle de la ville de Baoding à 1 064 900 résidents. On y parle le dialecte de Baoding du mandarin jilu. Les autres dialectes du mandarin jilu sont ceux de Shijiazhuang, de Jinan et de Tianjin.
En 2009, selon la même source, les zones urbaines de la ville-préfecture comptaient 3 949 600 habitants, contre 7 067 000 pour les zones rurales.

## Économie
En 2005, le produit intérieur brut total a été de 107,2 milliards de yuans, et le PIB par habitant de 9 991 yuans.
Les principales entreprises de la ville sont :
- Great Wall Motors (GWM) : entreprise de construction automobile fondée en 1984, dont le siège et l'usine principale se trouvent à Baoding
- Yingli Green Energy : premier fabricant de panneaux photovoltaïques dans le monde
- BTW (Baoding Tianwei Baodian Electric Co. Ltd.) : cette entreprise dont le siège se trouve à Baoding est l'un des principaux fabricants de transformateurs électriques de Chine ; elle est également engagée dans la fabrication d'éoliennes[5].

## Éducation
Enseignement supérieur
- Université du Hebei
- Université agricole du Hebei
- Université électrique de la Chine du Nord
- Institut central de la Police juridique
- Institut de la Finance du Hebei
- Institut de Baoding
- Institut de la Grande Muraille (Université écologique de Chine)
- Institut technique professionnel des Logiciels du Hebei
- Institut technique professionnel de Baoding
- Institut technique professionnel de l'Électricité de Baoding

Lycées
- Lycée de Baoding I
- Lycée de Baoding II
- Lycée de Baoding III
- Lycée de Baoding XVII

## Transport
Trois grands aéroports sont situés à moins de 150 km de Baoding : l'aéroport international de la capitale, l'aéroport de Tianjin et l'aéroport de Shijiazhuang Zhengding.
Les lignes de chemin de fer Beijing-Guangzhou et Shuozhou-Huanghua traversent la ville.

## Subdivisions administratives
La ville-préfecture de Baoding exerce sa juridiction sur vingt-six subdivisions - cinq districts municipaux, quatre villes-districts et quinze xian :
- le district de Jingxiu - 竞秀区 Jìngxiù Qū ;
- le district de Lianchi - 莲池区 Liánchí Qū ;
- le district de Mancheng - 满城区 Mǎnchéng Qū ;
- le district de Qingyuan - 清苑区 Qīngyuàn Qū ;
- le district de Xushui - 徐水区 Xúshuǐ Qū ;
- la ville de Dingzhou - 定州市 Dìngzhōu Shì ;
- la ville de Zhuozhou - 涿州市 Zhuōzhōu Shì ;
- la ville d'Anguo - 安国市 Ānguó Shì ;
- la ville de Gaobeidian - 高碑店市 Gāobēidiàn Shì ;
- le xian de Yi - 易县 Yì Xiàn ;
- le xian de Laiyuan - 涞源县 Láiyuán Xiàn ;
- le xian de Dingxing - 定兴县 Dìngxīng Xiàn ;
- le xian de Shunping - 顺平县 Shùnpíng Xiàn ;
- le xian de Tang - 唐县 Táng Xiàn ;
- le xian de Wangdu - 望都县 Wàngdū Xiàn ;
- le xian de Laishui - 涞水县 Láishuǐ Xiàn ;
- le xian de Gaoyang - 高阳县 Gāoyáng Xiàn ;
- le xian d'Anxin - 安新县 Ānxīn Xiàn ;
- le xian de Xiong - 雄县 Xióng Xiàn ;
- le xian de Rongcheng - 容城县 Róngchéng Xiàn ;
- le xian de Quyang - 曲阳县 Qūyáng Xiàn ;
- le xian de Fuping - 阜平县 Fùpíng Xiàn ;
- le xian de Boye - 博野县 Bóyě Xiàn ;
- le xian de Li - 蠡县 Lǐ Xiàn.

## Personnalités
Qian Hong (1971-), championne olympique de natation en 1992.